# Dylan Levitt
Dylan James Christopher Levitt (* 17. November 2000 in Bodelwyddan, Denbighshire) ist ein walisischer Fußballspieler, der bei Hibernian Edinburgh unter Vertrag steht. Seit 2019 wird Levitt regelmäßig in den Kader der walisischen Nationalmannschaft berufen.

## Karriere

### Verein
Levitt wurde in Bodelwyddan geboren und spielte seit dem Alter von 5 Jahren bei einem kleinen Fußballverein aus Connah’s Quay. Dort wurde er wenig später von einem Scout von Manchester United entdeckt. Mit acht Jahren wechselte er in den Juniorenbereich des englischen Traditionsvereines. Dennoch besuchte er später zunächst eine High School in Flint, nahe der englisch-walisischen Grenze. Mit 13 Jahren erhielt der talentierte Juniorenspieler von Manchester United ein Stipendium für eine Sekundarschule in Sale nahe Manchester, sodass er intensiver bei Manchester United trainieren konnte. Mit Fürsprechern wie Nicky Butt im Hintergrund bekam Levitt 2018 seinen ersten Profivertrag bei Manchester, 2019 erfolgte schließlich der Wechsel in die U23 von Manchester und damit in den Erwachsenensektor. Etwa in diesem Zeitraum stand Levitt auf der Shortlist für den Sir Matt Busby Player of the Year Award.
In den folgenden Jahren wurde er regelmäßig bei Spielen der U23 eingesetzt. In Ligaspielen wurde er für die Hauptmannschaft von Manchester United jedoch nie eingesetzt, er feierte aber im Rahmen der UEFA Europa League 2019/20 gegen den FK Astana sein Debüt für das Hauptteam. Aufgrund gesundheitlicher Probleme spielte Levitt in den anschließenden Monaten nur selten. 2020 lieh ihn der Verein für mehrere Monate zu Charlton Athletic in die EFL League One aus, wo er weiterhin nur selten eingesetzt wurde. Kurz nach seiner Rückkehr nach Manchester wurde eine erneute Leihe Levitts bekannt gegeben, diesmal lieh ihn der kroatische Verein NK Istra 1961 aus. Dort wurde er zwar immer noch recht selten, aber trotzdem etwas häufiger als bei Charlton eingesetzt. Eine dritte Leihe begann Mitte 2021 mit Levitts Dienstantritt beim schottischen Erstligisten Dundee United. Dort konnte er sich bereits zu Saisonbeginn einen Stammplatz sichern, womit sich Levitts Hoffnung auf mehr Spielpraxis erfüllte. Im Anschluss an die Leihe verblieb er in Dundee und unterschrieb im Juli 2022 einen Dreijahresvertrag.
Nachdem der Verein aus der ersten Liga abgestiegen war, verpflichtete ihn Hibernian Edinburgh für eine Ablösesumme.

### Nationalmannschaft
2015 war Levitt Teil des walisischen Siegerteams beim Victory Shield, einem britischen U16-Fußballturnier. 2017 stand Levitt dreimal für die walisische U17-Nationalmannschaft im Rahmen der Qualifikation für die U-17-Fußball-Europameisterschaft 2017 auf dem Platz. In den folgenden zwei Jahren folgten insgesamt neun Einsätze für die U19-Nationalmannschaft. Anfang September 2019 stand er erstmals im Kader der walisischen Herren-Nationalmannschaft, es dauerte aber fast genau ein Jahr, bis Levitt bei einem Nations-League-Spiel gegen Finnland seine ersten Spielminuten absolvieren konnte. Danach wurde er regelmäßig eingesetzt, unter anderem auch bei der Fußball-Europameisterschaft 2021. Im selben Jahr wurde er für ein Spiel auch bei der walisischen U21 eingesetzt. Im Jahr 2022 nahm er mit der A-Nationalmannschaft der Waliser an der Weltmeisterschaft in Katar teil, bei der er ohne Einsatz blieb.